# Saeul
Saeul (luxemburgisch Sëllⓘ) ist eine Gemeinde im Großherzogtum Luxemburg und gehört zum Kanton Redingen.

## Zusammensetzung der Gemeinde
Die Gemeinde Saeul besteht aus den folgenden Ortschaften:
- Calmus,
- Ehner,
- Kapweiler,
- Saeul,
- Schwebach.

Die Einwohnerzahl der Gemeinde beträgt 983 (Stand 1. Januar 2022); davon lebt die Mehrheit im Dorf Saeul.
Der bekannteste Einwohner Saeuls ist Jemp Schuster, ein luxemburgischer Kabarettist.

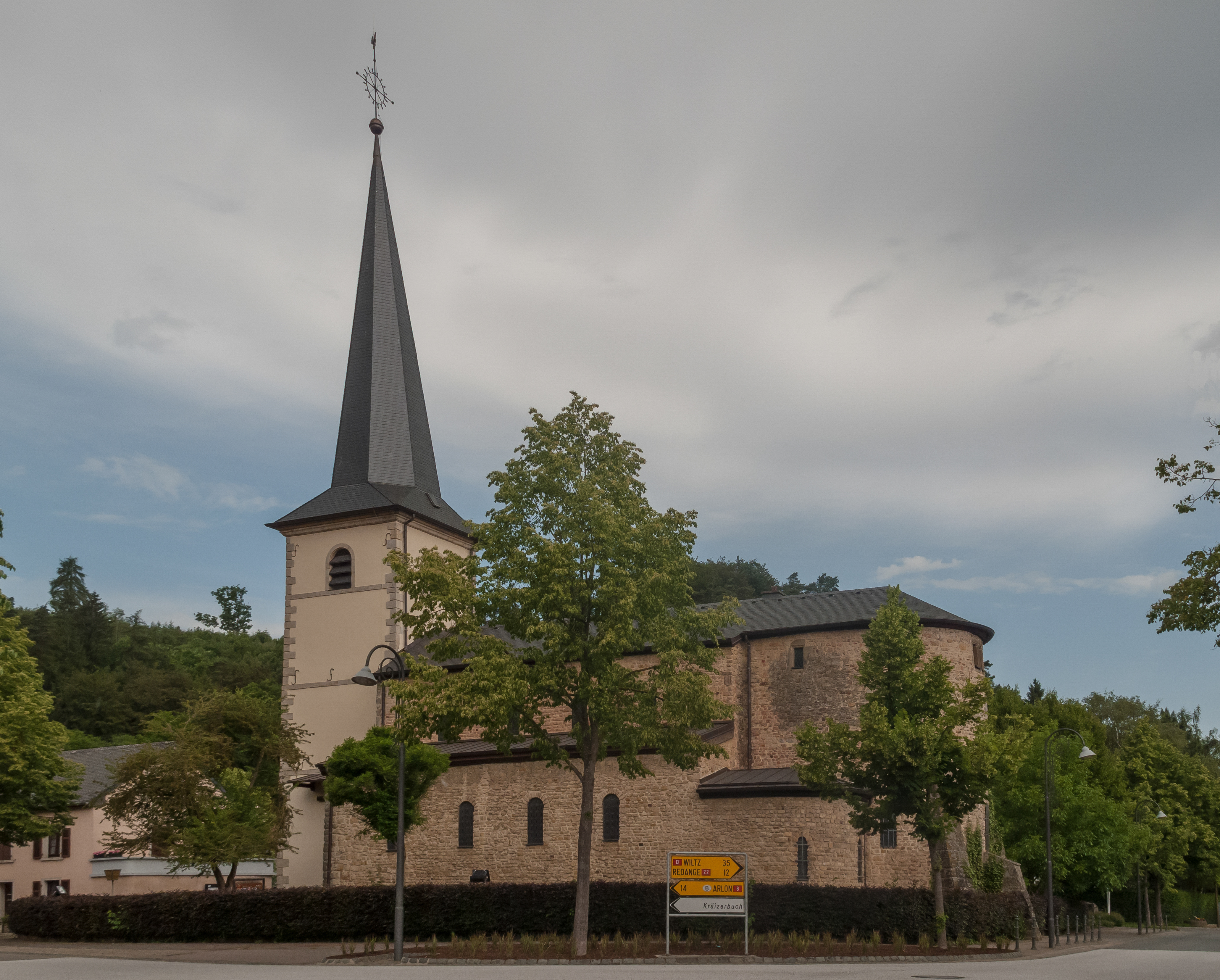
Saeul, Pfarrkirche Mariä Himmelfahrt